# Л
Л, л (русское название: эль, в аббревиатурах эл) — буква всех славянских кириллических алфавитов (12-я в болгарском, 13-я в русском, белорусском и сербском, 14-я в македонском и 16-я в украинском и русинском); используется также в письменностях неславянских народов. В монгольском языке обозначает звонкий альвеолярный латеральный звук [ɮ]. В старо- и церковнославянской азбуках называется «людиѥ» (ст.-сл.) или «лю́ди» (ц.-сл.). В кириллице является 13-й по счёту, выглядит как  и имеет числовое значение 30; в глаголице по счёту 14-я, выглядит как  и имеет числовое значение 50.

## История
Происхождение и кириллической, и глаголической буквы — греческая лямбда (Λ, λ) (прописная уставная и строчная курсивная соответственно), хотя, как обычно, для глаголической буквы есть и семитская версия происхождения. В старославянском языке могла произноситься твёрдо и мягко; в последнем случае могла снабжаться дужкой сверху (каморой) или крючком сверху справа (что выглядело похоже на склеенные лг). Это же свойство двоякого произношения [л]/[л'] сохранилось в большинстве славянских языков, в том числе и в русском; в сербском же для мягкого варианта Вук Караджич ввёл специальное начертание Љ, которое позже вошло и в македонский алфавит.
Форма буквы Л с древности до наших дней особых перемен не испытывала, разве что стоит упомянуть переход от Λ-образного вида к П-образному, введённый в шрифтах «Санкт-Петербургской Словолитни Ревильона и Кo» в 1840-х годах и в последующие десятилетия распространившийся повсеместно. В современных шрифтах используются оба варианта начертания, однако П-образное является более распространённым.

## Таблица кодов
| Кодировка    | Регистр   | Десятич- ный код | 16-рич- ный код | Восьмерич- ный код | Двоичный код      |
| ------------ | --------- | ---------------- | --------------- | ------------------ | ----------------- |
| Юникод       | Прописная | 1051             | 041B            | 002033             | 00000100 00011011 |
| Юникод       | Строчная  | 1083             | 043B            | 002073             | 00000100 00111011 |
| ISO 8859-5   | Прописная | 187              | BB              | 273                | 10111011          |
| ISO 8859-5   | Строчная  | 219              | DB              | 333                | 11011011          |
| КОИ-8        | Прописная | 236              | EC              | 354                | 11101100          |
| КОИ-8        | Строчная  | 204              | CC              | 314                | 11001100          |
| Windows-1251 | Прописная | 203              | CB              | 313                | 11001011          |
| Windows-1251 | Строчная  | 235              | EB              | 353                | 11101011          |

В HTML прописную букву Л можно записать как &#1051; или &#x41B;, а строчную л — как &#1083; или &#x43B;.